# Hangyászok

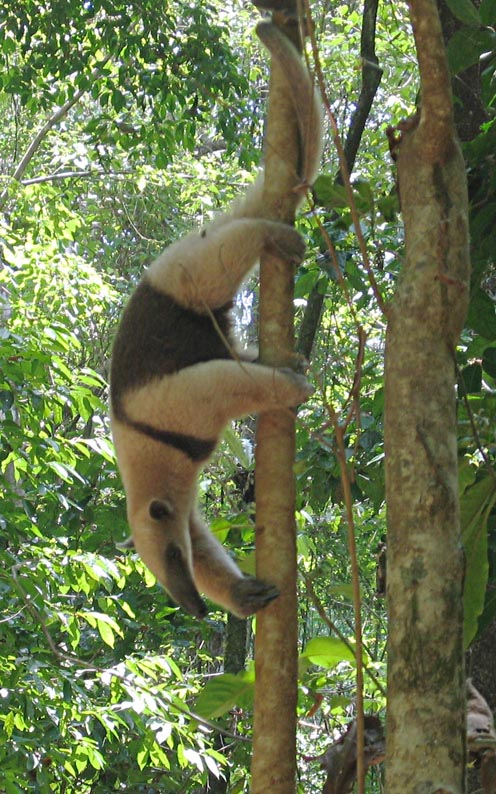
Mexikói dolmányos hangyász (Tamandua mexicana)

A hangyászok (Vermilingua) az emlősök osztályába (Mammalia), a vendégízületesek öregrendjébe (Xenarthra), azon belül a szőrös vendégízületesek (Pilosa) rendbe tartozó alrend.
A Pilosa rend másik alrendje a lajhárok (Folivora). A két alrend közös sajátossága, hogy testüket szőrzet borítja, ellentétben az övesállatokkal (Dasypodidae), melyek testét páncél burkolja, éppen ezért kapták a páncélos vendégízületesek (Cingulata) nevet.

## Elterjedésük
Elterjedési területük Dél-Mexikó és Észak-Argentína közé esik, tehát dél-amerikai állatok, akárcsak a többi vendégízületes (egyes övesállatok Észak-Amerikában is élnek). A hangyászok – a többi vendégízületeshez hasonlóan – eredendően Dél-Amerikában alakultak ki, miután a kontinens Afrika nyugati pereméről levált.

## Megjelenésük
A hangyászok igen sok sajátosságot mutatnak a testfelépítésükben. Igen jellegzetes például a fej alakja, mely az erősen módosult koponyára vezethető vissza. A hangyászoknak speciális táplálkozási módjuk miatt (hangya- és termeszevés) az arckoponyájuk erősen megnyúlt, az alsó és felső állcsont csőszerűen összeforrt, melynek végén kis nyílásként maradt meg a szájnyílás. A szájnyílásban fogakat nem találunk, hisz az állat még rágómozgásra is képtelen. Az egyedfejlődés embrionális szakaszában találunk csak fogkezdeményeket, melyek aztán fel is szívódnak, és többet nem alakulnak ki.
A másik jellegzetesség a szájnyíláson kiölthető, hosszú, féregszerű nyelv, melyekkel a hangyákat és a termeszeket képesek felnyalni. A nyelv izomzata igen erőteljes, és nem a koponyacsontokhoz rögzül izomzata, hanem sokkal lentebb, egészen a szegycsonthoz tapad. Ezért képesek a hangyászok olyan gyorsan és ügyesen használni a nyelvüket.
A nyelv felületén még kisebb-nagyobb szemölcsöket is találunk, melyek hátrafelé állnak. Emellett a jól fejlett nyálmirigyek folyamatosan ragadós váladékot engednek a szájüregbe, így a hangyák vagy a termeszek könnyedén ráragadnak. A hosszú vékony nyelv akkor tesz jó szolgálatot a hangyásznak, mikor csak kis rést sikerül ütnie a rovarok várain, hisz ilyenkor a keskeny járatok mélyéről is képes nyelvével sok rovart összegyűjteni és elfogyasztani.
A legtöbb emlőstől eltérően a hangyászok nem termelnek gyomrukban sósavat az emésztés elősegítésére – erre a célra az elfogyasztott hangyákban meglévő hangyasavat használják fel.
A hangyászok jellegzetessége még a mellső végtagokon található erőteljes karom, melyekkel egyrészt megbontja a termeszek és hangyák várának falait, másrészt védekezik velük az esetleges támadások ellen.
A csontvázrendszerük is mutat különlegességeket: a bordáik olyan szélesek, hogy szinte összeérnek, nincs is közöttük tér. A sörényes hangyász kulcscsontja erőteljesen visszafejlődött, a többi hangyászfajé viszont fejlett.

## Életmódjuk
A sörényes hangyász magányos állat, sokféle élőhelyen megtalálható, a pampákon és az esőerdőkben egyaránt. Kiváló szaglásának köszönhetően már messziről felfedezi a termeszvárakat. Vadászterületén belül rendszeresen látogatja a bolyokat, de mindegyikből csak rövid ideig táplálkozik, így kerülve el a boly pusztulását. A sörényes hangyász egyszerre egyetlen utódot gondoz, aki több mint egyéves koráig cipelteti magát anyjával, és teljes kifejlődéséig, kétéves koráig együtt maradnak.
A dolmányos hangyászok kisebb termetű erdei, fán élő állatok. Farkuk fogófarok, alsó része csupasz, mely a biztosabb kapaszkodást szolgálja.

## Rendszerezés
Az alrendbe 2 család, 3 nem és 4 faj tartozik:
- hangyászfélék (Myrmecophagidae) – 2 nem és 3 faj tartozik a családba
- törpehangyászok (Cyclopedidae) – 1 élő, 1 kihalt nem és 1 élő faj tartozik a családba